# Шах-Мухаммад (Кара-Коюнлу)
Шах Мухаммад (? — 5 августа 1433) — член династии Кара-Коюнлу, вали (губернатор) Багдада (1410—1432), второй сын Кара Юсуфа, султана Кара-Коюнлу.

## Биография
Второй сын Кара Юсуфа (1356—1420), 2-го султана государства Кара-Коюнлу (1410—1420). Его братья — Пирбудаг, Искандар-хан, Джаханшах, Абу-Саид и Испенд.
В 1410 году Шах Мухаммад получил от своего отца Кара Юсуфа должность губернатора Багдада . В 1420 году после смерти Кара Юсуфа Шах Мухаммад поддержал своего младшего брата Кара Искандар-хана в борьбе за отцовский престол. В 1433 году Испенд ибн Юсуфа захватил Багдад и изгнал оттуда своего брата Шах Мухаммада, который отправился в изгнание в Хамадан. В том же году Шах Мухаммад был убит по приказу Баба Хаджи Хамадани, губернатора Гаверуда. Его сын Шах Али, бежал к своему дяде Кара Искандар-хану.